# Лесовка (Донецкая область)
Лесовка (укр. Лісівка) — село на Украине, находится в Покровском районе Донецкой области.
Код КОАТУУ — 1423381104. Население по переписи 2001 года составляет 308 человек. Почтовый индекс — 85620. Телефонный код — 6278. С 27 сентября 2024 года находится под контролем ВС РФ.

## Адрес местного совета
85620, Донецкая область, Маринський р-н, с.Галицыновка, ул.Середы, 1а[обновить данные]